# معالجة موجهة
المعالجة الموجهة أو العلاج الموجه يشير إلى علاج العدوى بناءً على معرفة محددة بما يمكن علاج العامل المسبب لها. وهو عكس العلاج التجريبي، الذي يشير إلى علاج الالتهابات بناءً على الشك السريري حول ما يجب أن يكون العامل قادرًا على العلاج به، بناءً على الخبرة أو المبادئ التوجيهية.
المعلومات التي توجه العلاج قد تكون اختبارات طبية تعزل سبب العدوى، مثل الزرع الحيوي الدقيق، أو اختبار تفاعل البوليميراز المتسلسل، بالإضافة إلى اختبار الحساسيات المضادة للميكروبات. في كثير من الأحيان، يحدث العلاج الموجه بعد العلاج التجريبي الأولي. غالبًا ما يبدأ العلاج التجريبي أولاً، وهو أمر مهم بشكل خاص عندما لا تكون الحساسية لمضادات الميكروبات معروفة، أو عندما يتم التعرف على عدوى شديدة مثل العدوى المسببة للإنتان. في هذه الحالة، يمكن اتخاذ القرار بالعلاج التجريبي أولاً. قد يترافق التغيير في العلاج الموجه مع تغيير في مضادات الميكروبات، أو تغير في مدة العلاج، أو وقف مضادات الميكروبات غير الضرورية.
يعتبر العلاج الموجه مهمًا لأنه يضمن علاج الشخص بشكل كامل من العدوى، ولأنه يمكن أن يساعد في خفض معدل مقاومة مضادات الميكروبات.